# 구사에역
구사에역(일본어: 草江駅)은 일본 야마구치현 우베시에 위치한 서일본 여객철도 우베 선의 철도역이다. 단선 승강장 1면 1선의 구조를 갖춘 지상역이다.

## 이용 현황
| 승차 인원 추이 | 승차 인원 추이 |
| 연도           | 1일 평균       |
| -------------- | -------------- |
| 1999           | 186            |
| 2000           | 162            |
| 2001           | 150            |
| 2002           | 121            |
| 2003           | 115            |
| 2004           | 97             |
| 2005           | 83             |
| 2006           | 84             |
| 2007           | 77             |
| 2008           | 75             |
| 2009           | 81             |
| 2010           | 90             |
| 2011           | 85             |
| 2012           | 83             |
| 2013           | 86             |
| 2014           | 70             |

## 역 주변
- 야마구치 우베 공항

## 역사
- 1925년 3월 1일 : 우베 철도의 도코나미 역 - 우베신카와 역 연장에 의해, 이 철도의 정류장으로서 개설.
- 1943년 5월 1일 : 우베 철도 국유화. 동시에 정류장에서 역으로 승격해, 일본국유철도 우베히가시 선의 역이 됨.
- 1948년 2월 1일 : 우베히가시 선이 우베 선으로 개칭되어, 도키와 역도 그 소속으로 함.
- 1987년 4월 1일 : 일본국유철도 분할 민영화에 의해, 서일본 여객철도가 승계.
- 2011년 11월 3일 : 승차권 발권을 위탁하고 있기 때문에 역 앞의 '니시무라 상점'이 폐점. 무인역으로 전환.

## 인접 역
| 서일본 여객철도 우베 선 | 서일본 여객철도 우베 선 | 서일본 여객철도 우베 선 |
| ----------------------- | ----------------------- | ----------------------- |
| 도키와 신야마구치 방면  | ■ 우베 선               | 우베미사키 우베 방면    |